# Aristó d'Alea
Aristó (en grec antic: Ἀρίστων ό Ἀλαιεύς, Arístōn ho Alaieus) va ser un escriptor de l'antiga Grècia esmentat per Diògenes Laerci, segons el qual va escriure diversos tractats científics sobre retòrica. No se sap a quin lloc fa referència el topònim d'Alea.
Segons William Smith, el nom d'Aristó és molt freqüent entre els escriptors antics (una trentena d'identificats), i sovint es fa difícil d'escatir de quin personatge es tracten les referències. En el cas d'aquest personatge, es podria tractar del mateix que Aristó de Gèrasa, esmentat per Estèfan de Bizanci.